# Margrit Rieben
Margrit « Maru » Rieben (né le 6 mai 1963 à Berne) est une batteuse de jazz et professeure de musique suisse. 

## Biographie
Rieben suit des leçons de piano à partir de onze ans. Elle étudie ensuite à la Swiss Jazz School avec comme matière principale la batterie avec Billy Brooks (diplômée en 1993). Elle est membre d'Atropa Belladonna, l'orchestre d'improvisation suisse (SwissImprovisersOrchestra, SIO) et de la sonic machine de Fritz Hauser. Elle appartient aux groupes TSUKI (avec Hans Koch et Paed Conca), Beinwell et le duo de percussions Bones and Battery (avec David Lerch). Elle joue également  avec Dorothea Schürch, Alfred Zimmerlin, Joëlle Léandre, Maggie Nicols, Martin Schütz, Hans Burgener, Magda Vogel, John Wolf Brennan, Fredy Studer ou Saadet Türköz. 
De 1984 à 2004, elle est membre et directrice du Werkstatt für improvisierte Musik (en français : atelier de musique improvisée) de Berne. Rieben se produit en Europe et au Japon. Elle s'intéresse à une grande variété de générateurs de sons et crée depuis 2000 des installations sonores. Elle travaille également dans le domaine visuel, en composant et enseignant. 
En 1995, Margrit Rieben reçoit une bourse de musique du canton de Berne pour aller travailler à Paris. Elle est de 1999 à 2004 membre de la Commission de la musique de la ville de Berne. 

## Installations sonores
- Marmaraphon, INVENTA Baden 2000, dans la galerie 25 à Siselen, 2002 et 2003 ;
- der Friedhof: mein vis-à-vis au cimetière de Bümpliz 2002 (avec B. Unternährer) ;
- Meersicht, Klangraum Heiligkreuz 2003 (avec A. Rieser) ;
- Soundscapes, Musée Richard Wagner 2003 (avec B. Unternährer et C. Wildbolz).